# Poems by Wilfred Owen
Poems by Wilfred Owen – wydany pośmiertnie tomik wierszy angielskiego poety poległego w czasie I wojny światowej, Wilfreda Owena, jednego z najważniejszych przedstawicieli wojennego pokolenia. Tom został wydany w grudniu 1920 i wznowiony w marcu 1921 przez londyńską oficynę Chatto & Windus. Wprowadzenie napisał przyjaciel Owena, również poeta Siegfried Sassoon. W 1933 ukazało się kolejne wydanie ze wspomnieniem o Owenie pióra Edmunda Blundena pod tytułem The Poems of Wilfred Owen. W tomiku z 1920 znalazło się 25 utworów. Były to Preface, Strange Meeting, Greater Love, Apologia pro Poemate Meo, The Show, Mental Cases, Parable of the Old Men and the Young, Arms and the Boy, Anthem for Doomed Youth, The Send-off, Insensibility, Dulce et Decorum est, The Sentry, The Dead-Beat, Exposure, Spring Offensive, The Chances, S.I.W., Futility, Smile, Smile, Smile, Conscious, A Terre, Wild with All Regrets, Disabled i The End. Wiersze Owena ukazują grozę nowoczesnej wojny i tragedię pokolenia, któremu odebrała ona albo zmarnowała życie. Pod względem stylistycznym charakteryzują się użyciem pomysłowych, aczkolwiek często niedokładnych rymów, jak shell/shall, brutes/brats, fronds/friends, chest/chased (A Terre). Są uważane za jedne z najważniejszych literackich dokumentów I wojny światowej.